# Modelpress
Modelpress (モデルプレス?, Moderupuresu) è un sito web giapponese di notizie e informazioni riguardanti il mondo della moda e dell'intrattenimento. Di proprietà della Net Native, è uno dei principali siti giapponesi d'informazione pensati per un target femminile. Riporta articoli e approfondimenti su argomenti come stile di vita, benessere, cucina e tendenze del momento, nonché news su attrici, modelle e altri personaggi appartenenti al mondo dello spettacolo nipponico.
I suoi contenuti vengono spesso ripresi da numerosi portali e aggregatori, sia in Giappone sia all'estero, tra cui Yahoo! Japan, Google News, Mixi, Biglobe, Excite, Infoseek e Nifty.

## Storia
Lanciato il 12 ottobre 2005, il sito pubblica in media cento articoli al giorno. I contenuti sono rivolti principalmente a un pubblico femminile tra i 13 e i 43 anni. Per questo le donne rappresentano la stragrande maggioranza dei fruitori del sito, con il 33,8% costituito da adolescenti e il 52% appartenente alla fascia di età compresa tra i 20 e i 30 anni.
A gennaio 2011 il numero totale di pagine visualizzate al giorno era di circa venti milioni, di cui circa la metà tramite un dispositivo mobile. A novembre 2013, il numero di pagine visualizzate raggiungeva i cento milioni al mese, ma, considerando anche gli accessi da siti esterni, esso si aggirava sui dieci miliardi al mese. Negli anni questo numero è continuato ad aumentare, arrivando alla cifra di centotrenta milioni nel settembre 2015, e di centoquaranta milioni nell'aprile 2016.
A novembre 2013 l'account ufficiale Twitter del sito era seguito da circa 220 000 persone, mentre quello su Facebook da circa un milione di persone. Nel 2014 Modelpress risultava essere il sito d'informazione giapponese con il maggior seguito sui social media, con un totale di 1,4 milioni di follower. Molti dei contenuti vengono inoltre tradotti in cinese per essere fruiti dagli utenti di Sina Weibo e di altri portali web cinesi.
Nel dicembre 2015 il sito lanciò un proprio canale tematico su Hikari TV, il quale chiuse nel novembre 2016.